# Rue Van Schoor
Pour les articles homonymes, voir Van Schoor.
La rue Van Schoor (en néerlandais : Van Schoorstraat) est une rue bruxelloise de la commune de Schaerbeek qui va de la rue des Palais à la place Stephenson, selon un axe SSO-NNE, en passant par la rue du Pavillon.
La numérotation des habitations va de 5 à 127 pour le côté impair, et de 2 à 140 pour le côté pair.
Cette rue porte le nom d'un homme politique belge, Joseph Van Schoor, né à Bruxelles le 19 décembre 1806 et décédé à Bruxelles le 30 mars 1895.

## Historique
En 1777, le tracé qui deviendra la rue van Schoor est déjà marqué par un alignement d'arbres sur la carte de Ferraris. Cet alignement a disparu sur la carte topographique de 1858, mais les limites parcellaires respectent son axe. La rue est représentée, avec son tracé actuel, sur la carte de 1891.
Les anciennes chocolateries Senez-Sturbelle étaient installées, entre 1869 et 1962 aux nos 55-57, à l'angle de la rue du Pavillon. Le bâtiment abandonné a été réaménagé en lofts en 2002-2003 et porte toujours en enseigne au-dessus des portes extérieures l'inscription « Confiserie Senez-Sturbelle ». Reconverti, pour l'occasion, en bureau de poste, il a aussi servi de décor au film JCVD tourné en 2007,.

## Galerie de photos

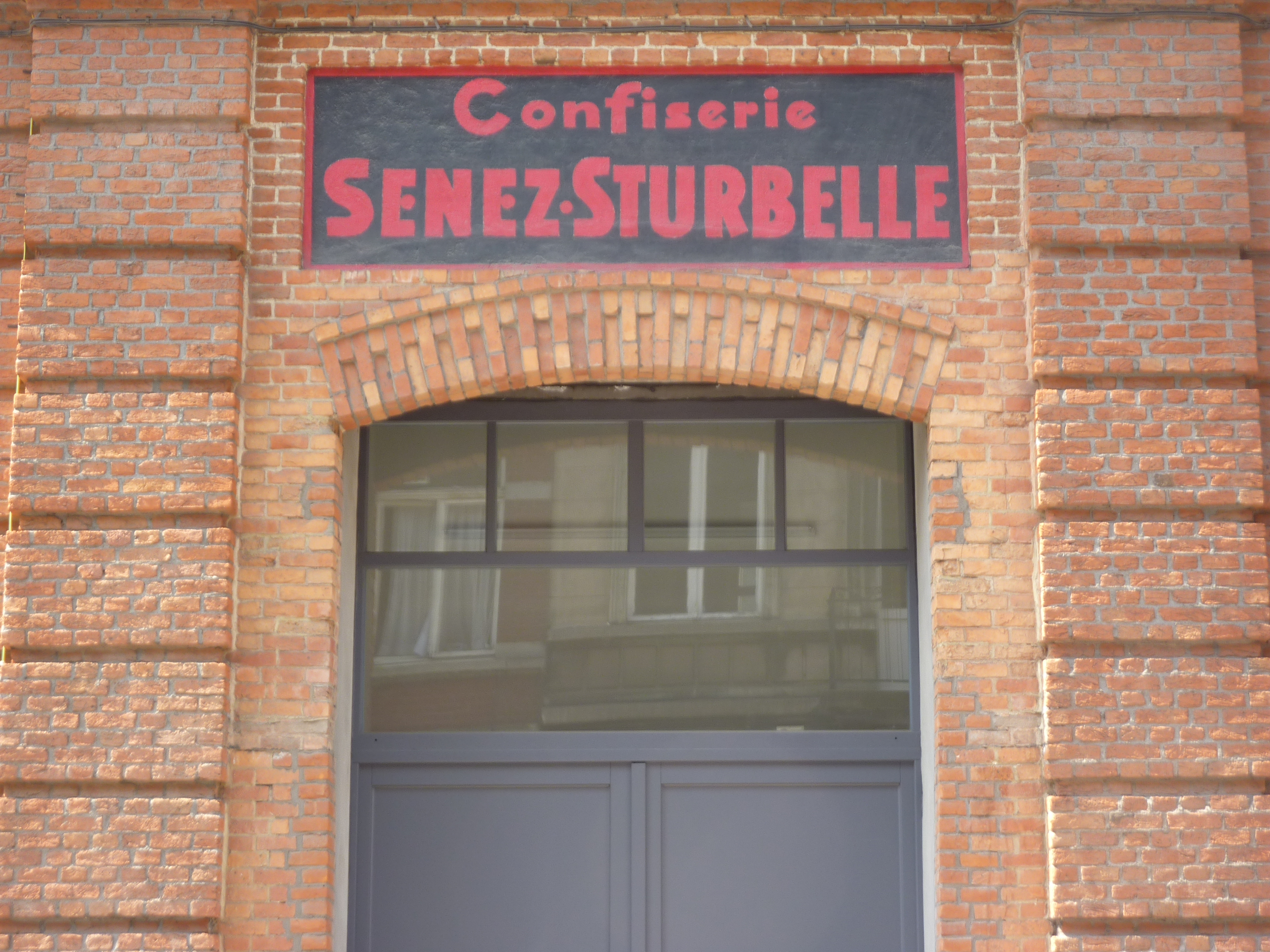
Entreprise Senez-Sturbelle
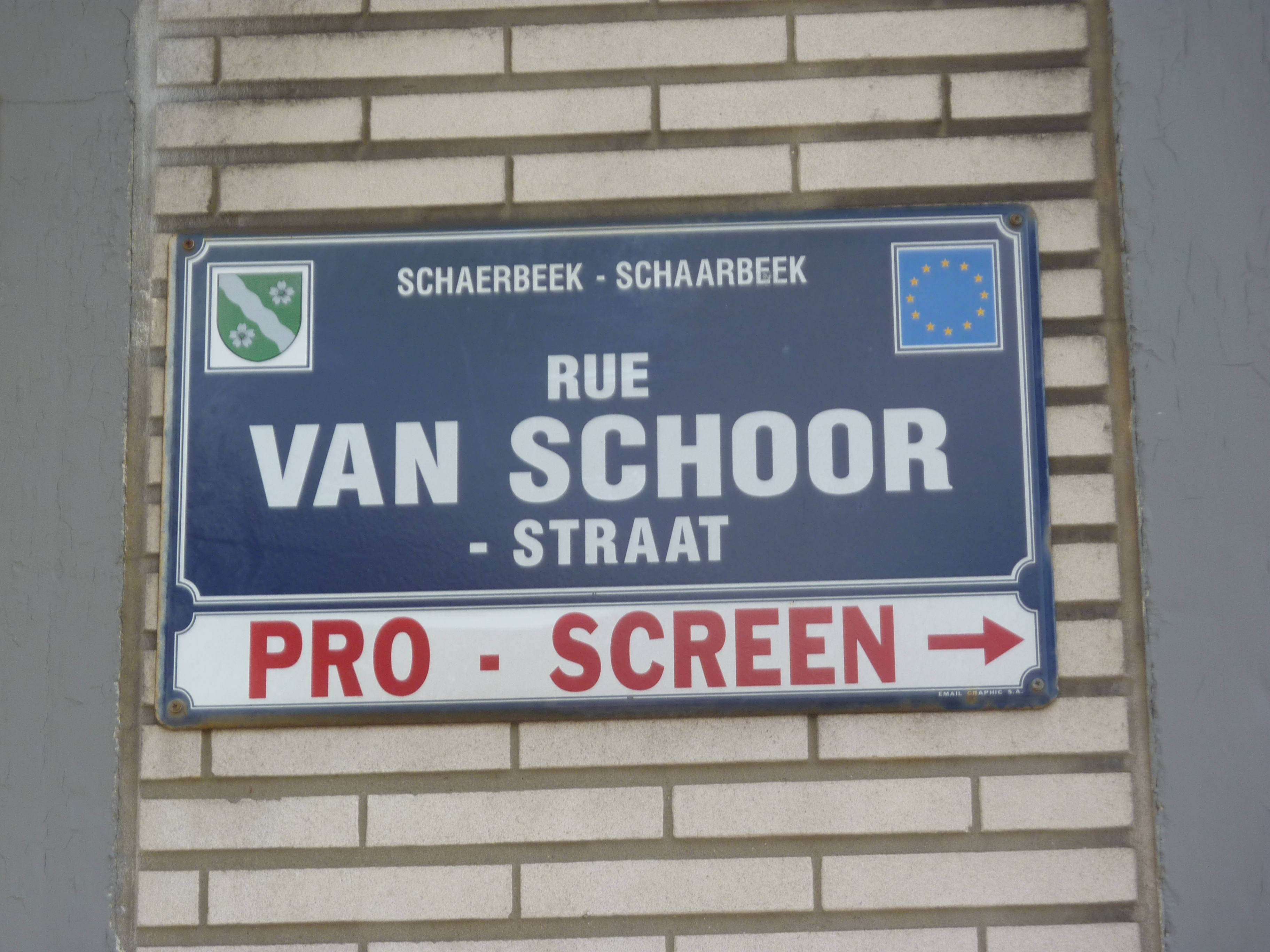
Plaque de rue